# 회사범죄

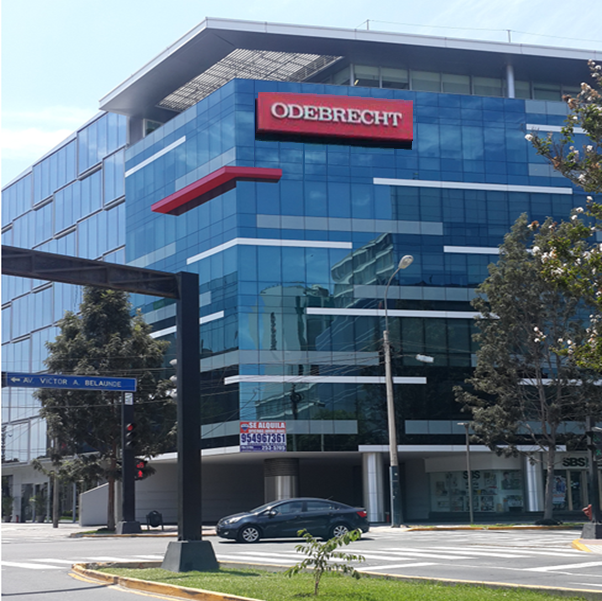

회사범죄(會社犯罪)는 회사를 악용하여 불법으로 재산적 이익을 챙겨서 성립하는 범죄이다.

## 회사범죄의 유형
- 지불의사가 없는데도 불구하고 다액의 상품을 사들여 환금매하는 사기.
- 회사임원이 회사의 돈과 사내 예금을 횡령하여 도산하게 하는 특별배임.
- 회사임원의 신분을 이용한 주가조작.
- 회사에서 배당할 이익도 없는데 회사 신용을 유지하기 위해 분식배당.
- 계획도산의 상투적인 수법으로서는 회사정리를 법절차에 따라 신청하고 회사재건을 위한 강한 자세를 내외에 내세우지만 실은 다액의 분식을 하고 있는 경우.

## 같이 보기
- 분식회계
- 기업 윤리
- 분류:윤리적 논란이 있는 사업 관행
- 산업 스파이
- 부정부패